# Ганс Клерінг
Ганс Карл Клерінг (нім. Hans Karl Klering; 8 листопада 1906, Берлін — †30 жовтня 1988, Східний Берлін) — німецький актор.
Народився 8 листопада 1906 р. у Берліні. Був учасником самодіяльних колективів. В 1931–1945 рр. жив у СРСР.
Знявся в українських кінокартинах: «Щорс» (1939, німецький солдат), «Богдан Хмельницький» (1941, Чаплицький), «Морський яструб», (1941, епіз.), «Бойова кінозбірка № 9» (1942, «Маяк», німецький солдат), «Як гартувалася сталь», «Райдуга» (1943, Курт Вернер), «Нескорені» (1945, німецький лейтенант), «Зигмунд Колосовський» (1945, фон Бюлов).
У 1945 повернувся на батьківщину. Був одним з організаторів і керівників студії «ДЕФА».